# Långvingad myrsmyg
Långvingad myrsmyg (Myrmotherula longipennis) är en fågel i familjen myrfåglar inom ordningen tättingar.

## Utseende och läte
Långvingad myrsmyg är en liten myrsmyg. Hanen är mörkgrå med vita vingband och en ordentlig svart strupfläck. Honan varierar geografiskt, vanligen rödbrun ovan och gulbrun under norr om Amazonfloden men gråbrun ovan och ljusbeige under söder därom. Hanen liknar guaduamyrsmygen, som har ännu större svart strupfläck och avvikande läte, och grå myrsmyg vars strupfläck är mindre eller saknas helt. Sydliga honor liknar framför allt grå myrsmyg, men är vanligen mer jämnfärgade. Den skiljs från hona guaduamyrsmyg genom avsaknad av vingband. Lätet består av nasala, klagande "ee-eww".

## Utbredning och systematik
Långvingad myrsmyg delas in i sex underarter med följande utbredning:
- Myrmotherula longipennis longipennis – sydöstra Colombia till Guyanaregionen, norra Peru och norra Amazonområdet i Brasilien
- Myrmotherula longipennis zimmeri – östra Ecuador (söder om Rio Napo) och nordöstra Peru
- Myrmotherula longipennis garbei – östra Peru (söder om Rio Marañón), sydvästra Amazonområdet i Brasilien och nordvästra Bolivia
- Myrmotherula longipennis ochrogyna – Brasilien söder om Amazonfloden, från nedre Rio Madeira till Rio Tapajós
- Myrmotherula longipennis paraensis – Brasilien söder om Amazonfloden (från Rio Tapajós till västra Maranhão, Mato Grosso)
- Myrmotherula longipennis transitiva – södra och centrala Brasilien (Rondônia, sydvästra Mato Grosso)

## Levnadssätt
Långvingad myrsmyg hittas i låglänt regnskog. Där är den en av de vanligaste medlemmarna i kringvandrande artblandade flockar i skogens nedre och mellersta skikt.

## Status och hot
Arten har ett stort utbredningsområde, men tros minska i antal, dock inte tillräckligt kraftigt för att den ska betraktas som hotad. Internationella naturvårdsunionen IUCN listar arten som livskraftig (LC).